# Distretto di Tamura
Il distretto di Tamura (田村郡, Tamura-gun?) è uno dei distretti della prefettura di Fukushima, in Giappone.
Attualmente fanno parte del distretto i comuni di Miharu e Ono.
| Controllo di autorità | VIAF (EN) 133698221 · LCCN (EN) n81035058 · J9U (EN, HE) 987007555036405171 |